# Megalastrum adenopteris
Megalastrum adenopteris är en träjonväxtart som först beskrevs av Carl Frederik Albert Christensen, och fick sitt nu gällande namn av Alan Reid Smith och R. C. Moran. Megalastrum adenopteris ingår i släktet Megalastrum och familjen Dryopteridaceae. Inga underarter finns listade.